# Фабрика-Бетолино-Малвичина-Вја Серавале (Алесандрија)
Фабрика-Бетолино-Малвичина-Вја Серавале је насеље у Италији у округу Алесандрија, региону Пијемонт.
Према процени из 2011. у насељу је живело 423 становника. Насеље се налази на надморској висини од 246 м.